# كينت يونسون
كينت يونسون (بالسويدية: Kent Jönsson)‏ هو لاعب كرة قدم سويدي في مركز الدفاع، ولد في 9 مايو 1955 في السويد. شارك مع منتخب السويد لكرة القدم. أما مع النوادي، فقد لعب مع نادي مالمو.

## وصلات خارجية
- كينت يونسون على موقع الاتحاد الأوربي (الإنجليزية)
- كينت يونسون على موقع قاعدة بيانات كرة القدم.إي يو (الإنجليزية)
- كينت يونسون على موقع ناشيونال فوتبول تيمز (الإنجليزية)
- كينت يونسون على موقع عالم كرة القدم.نت (الإنجليزية)